# Zinalco
Es una aleación de Zinc (80%), Aluminio (18%) y Cobre (2%). Tiene una densidad intermedia entre el Aluminio y el acero, además de una resistencia mecánica similar a la del acero estructural. Algunas de sus aplicaciones son: llaves para cerraduras, contactos eléctricos de baja fricción; y dispositivos de entrada o maquinarias. Es patente mexicana.